# Eternals: AR Story Experience
Eternals: AR Story Experience es un videojuego de aventura de realidad aumentada desarrollado por Marvel Studios y Nexus Studios, y publicado por Disney Electronic Content exclusivamente para iOS. Es precuela de la película Eternals. Fue lanzado el 27 de octubre de 2021.

## Trama
Sprite se presenta al jugador y comenta sobre su hogar. Ella le pregunta al jugador su nombre cuando ocurre un terremoto global, relacionado con Sprite. Ella le dice al jugador que los terremotos están empeorando y que la próxima amenaza es peor que Thanos. Sprite le dice al jugador que está a punto de compartir el secreto de los Eternos. Sprite explica que la historia de la humanidad es diferente de lo que se cuenta, alardeando de sus propias habilidades para contar historias, mencionando que enseñó a Homero, Scheherezade y William Shakespeare cómo contar historias. Sprite proyecta la ilusión de un jarrón y anima al jugador a mirarlo y ver quiénes son.
Cuando el jugador se acerca al jarrón, Sprite explica que los Eternos son personajes de la mitología humana y más. Ella proyecta una ilusión de los Eternos y Arishem sobre el jugador, presentando a los Eternos como seres inmortales del planeta Olimpia. Ella destaca Ajak y la presenta como la líder de los Eternos, diciendo que habrían muerto hace mucho tiempo sin sus poderes curativos. Ella proyecta una imagen del Domo, diciéndole al jugador que trajo a los Eternos a la Tierra para proteger a la humanidad de los Desviantes.
Para explicar qué son los Deviants, Sprite guía al jugador a Mesopotamia en el año 5000 a. C., donde el jugador conoce a uno de sus antepasados, que huye de un Desviantes cuando llegan los Eternos. Mientras Makkari rescata a una humana, Sprite la presenta. Ella explica que Makkari puede moverse más rápido que la velocidad del sonido. Ella le dice al jugador que, dado que Makkari es sorda, introdujo el lenguaje de señas a los humanos. Luego presenta a Kingo como un francotirador con ego. Mientras el jugador observa a Kingo atacar a un Desviante, Sprite explica que se convirtió en una estrella de cine de Bollywood cuando los Eternos comenzaron a esconderse. Sprite luego presenta a Druig, explicando que su poder único para controlar las mentes ha permitido a los Eternos operar desde las sombras. La ilusión de Sprite de Druig demuestra su habilidad.
Sprite proyecta una ilusión de Babilonia en el año 575 a. C. y explica que mantener a los humanos a salvo de los Desviantes era solo una parte de su misión; el otro es ayudar a la humanidad a prosperar. Ella le presenta al jugador a Phastos, y le muestra cómo inventó el primer arado. Sprite le dice al jugador que Phastos ganó el primer juego de ajedrez. Sprite presenta a continuación la habilidad de Sersi para transformar la materia, mostrándola creando plantas a partir de la tierra. Ella dice que ella y Sersi son como hermanas, y le indica al jugador que se acerque a los símbolos que Sersi está creando en el suelo. Sprite explica que Sersi está canalizando Energía Cósmica, la fuente de todos los poderes Eternos.
Sprite proyecta una ilusión de Gilgamesh, Thena e Ikaris luchando contra un Desviante, explicando que todos usaron sus poderes para luchar contra las bestias. por siglos. Sprite primero presenta a Gilgamesh como el hombre fuerte de los Eternos. A continuación, presenta a Thena como su guerrera más feroz. Sprite explica al jugador que es incorrecto pensar en Thena como la diosa griega Athena y explica su capacidad para crear cualquier arma a partir de la energía cósmica. Sprite menciona un momento en el que vio a Thena derrotar a siete Desviantes con siete armas a la vez. Sprite luego presenta a Ikaris y enumera sus habilidades. Mientras el jugador observa a Ikaris usar sus habilidades, Sprite comparte que Ikaris disfruta los twinkies.
Sprite explica que el último de los Desviantes había sido asesinado hace quinientos años, por lo que su valentía ahora se conmemora en exhibiciones de museos, creando la ilusión de una de esas exhibiciones como ejemplo. Sprite explica que aunque los Eternos fueron recordados solo en el mito, el jugador ahora sabe la verdad. Ocurre otro terremoto global, lo que preocupa a Sprite. Un Desviante atraviesa el piso de la casa del jugador cuando Sprite termina su ilusión. Ella le dice al jugador que huya mientras detiene a un Desviante mientras se dice a sí misma que pensó que habían matado a todos los Desviantes, resolviendo encontrar a Sersi.

## Reparto
- Lia McHugh como Sprite

## Apariciones

### Personajes
- Sprite
- Arishem (ilusión)
- Ajak (ilusión)
- Makkari (ilusión)
- Kingo (ilusión)
- Druig (ilusión)
- Sersi (ilusión)
- Phastos (ilusión)
- Gilgamesh (ilusión)
- Thena (ilusión)
- Ikaris (ilusión)
- Ancestro del Jugador (ilusión)
- Thanos (mención)

### Locaciones
- Casa del Jugador
- Mesopotamia (ilusión)
- Babilonia (ilusión)
- Olimpia (mención)

### Elementos
- Arado
- Ajedrez (mención)
- Twinkies (mención)

### Especies conscientes
- Eternos
- Humanos
- Desviantes

### Organizaciones
- Avengers (mención)